# Фетард-он-Си
Фетард-он-Си (англ. Fethard-on-Sea; ирл. Fiodh Ard) — деревня в Ирландии, находится в графстве Уэксфорд (провинция Ленстер).

## Бойкот
Летом 1957 года деревня оказалась втянута в разборки вокруг декрета Ne Temere. Католический священник и его паства начали бойкот местных протестантских дельцов; учитель музыки-протестант потерял 12 из 13ти своих учеников, а учитель-католик был вынужден уволиться из местной протестантской школы. Бойкот разгорелся в ответ на действия протестантки по имени Шейла Клони (Sheila Cloney), которая предпочла покинуть мужа и деревню, забрав с собой двух своих дочерей, нежели отдать их в местную католическую школу, как того требовал муж-католик. На бойкот было обращено и национальное, и международное внимание (некоторые рассматривали этот случай как случай похищения детей), пока он не закончился осенью. Сам муж Клони попал под бойкот, так как продолжил бойкотировать протестантские магазины. В итоге семья помирилась, решив, что дочери будут учиться дома и не посещать церкви своих родителей. В 1998 году епископ территории упомянул этот бойкот как «очень болезненный период в нашей истории» и просил «прощения и исцеление от Бога, […] и от всех, кто пострадал так или иначе тогда или позднее».
В 1999 году о семье Клони был снят фильм, «Разделённая любовь» (англ. A Love Divided), с Орлой Брейди в роли Шейлы Клони. Сам фильм оказался спорным, с существенными искажениями исторических событий и упущением важных фактов. Основная критика была сосредоточена в адрес одного из сценаристов, политика-коммуниста Джерри Грегга, обвинённого в противостоянии как католической церкви, так и протестантской.

## Демография
Население — 326 человек (по переписи 2006 года). В 2002 году население составляло 302 человека.
Данные переписи 2006 года:
| Общие демографические показатели |               |                               |                               |      |      |
| Всё население                    | Всё население | Изменения населения 2002—2006 | Изменения населения 2002—2006 | 2006 | 2006 |
| 2002                             | 2006          | чел.                          | %                             | муж. | жен. |
| 302                              | 326           | 24                            | 7,9                           | 165  | 161  |